# روز سرد ژوئیه
«روز سرد ژوئیه» (به انگلیسی: Cold Day in July) تک‌آهنگی از دیکسی چیکس است که در سال ۲۰۰۰ میلادی منتشر شد. این تک‌آهنگ در آلبوم پرواز (آلبوم دیکسی چیکس) قرار داشت.
این تک‌آهنگ در چارت‌های جزو ده ترانه اول قرار گرفت.